# Arondismentul Bobigny
Arondismentul Bobigny (în franceză Arrondissement de Bobigny) este un arondisment din departamentul Seine-Saint-Denis, regiunea Île-de-France, Franța.

## Subdiviziuni

### Cantoane
- Cantonul Bobigny
- Cantonul Bagnolet
- Cantonul Bondy-Nord-Ouest
- Cantonul Bondy-Sud-Est
- Cantonul Le Bourget
- Cantonul Drancy
- Cantonul Les Lilas
- Cantonul Montreuil-Est
- Cantonul Montreuil-Nord
- Cantonul Montreuil-Ouest
- Cantonul Noisy-le-Sec
- Cantonul Pantin-Est
- Cantonul Pantin-Ouest
- Cantonul Les Pavillons-sous-Bois
- Cantonul Romainville
- Cantonul Rosny-sous-Bois
- Cantonul Villemomble

### Comune
| 1. Bagnolet (93006)     | 2. Bobigny (93008)          | 3. Bondy (93010)                    | 4. Le Bourget (93013)            |
| 5. Drancy (93029)       | 6. Dugny (93030)            | 7. Les Lilas (93045)                | 8. Montreuil (93048)             |
| 9. Noisy-le-Sec (93053) | 10. Pantin (93055)          | 11. Les Pavillons-sous-Bois (93057) | 12. Le Pré-Saint-Gervais (93061) |
| 13. Romainville (93063) | 14. Rosny-sous-Bois (93064) | 15. Villemomble (93077)             |                                  |

1. ↑  Q125359184[*] Verificați valoarea |titlelink= (ajutor)